# カリカレ
『カリカレ』は、1938年から1941年にかけて発行された漫画雑誌・風刺雑誌。大田耕士が中心人物となって発行された。

## 概要
1938年5月、東京漫画研究所の機関誌として大田耕士と小野沢亘、松下井知夫、久米宏一らによって創刊。
プロレタリア漫画はプロレタリア文学ほどの影響力はもたなかったものの、それまでの漫画とは全く異なった尖鋭な作風で、時代をリアルに映し出したものであった。戦時下において、プロレタリア漫画家らは官憲からの弾圧を受けることになるが、その中で最後の抵抗を見せたのがカリカレであった。
1941年4月、大田が不穏思想の持主であるとして検挙され、それに伴い廃刊。廃刊後、中心人物であった小野澤亘と久米宏一は北京に渡り、『北京漫画』に参加している。